# (6940) 1972 HL1
A (6940) 1972 HL1 a Naprendszer kisbolygóövében található aszteroida. Carlos Torres fedezte fel 1972. április 19-én.